# Nefelometria
La nefelometria è una metodica ottica di analisi che permette di ricavare la quantità di sostanza oggetto di analisi misurando la radiazione diffusa per effetto Tyndall. Viene applicata per fasi disperse estremamente fini, di diametro dell'ordine di decine o centinaia di nanometri e presenta elevati livelli di sensibilità e, opportunamente standardizzata, può essere anche molto precisa.

## Strumentazione
Le misure nefelometriche necessitano che il raggio luminoso in uscita dalla soluzione in esame sia convogliato su un rivelatore posto ad angolo retto rispetto alla direzione del raggio incidente, in modo da raccogliere il massimo livello di energia. Da notare come invece nella metodica turbidimetrica, utilizzata per fasi disperse aventi maggior diametro e che quindi danno luogo a minore diffusione Tyndall, rispetto al predominante fenomeno di assorbimento della luce, la misurazione venga effettuata lungo la stessa direzione del raggio incidente. Gli strumenti comunemente utilizzati sono gli spettrofotometri equipaggiati anche per misure nefelometriche o appositi nefelometri.

## Aspetti teorici
L'effetto Tyndall consiste essenzialmente nella diffusione di un'onda elettromagnetica a seguito di fenomeni di riflessione e rifrazione generati per interazione con sistemi colloidali costituiti da particelle aventi dimensione dell'ordine della lunghezza d'onda del raggio incidente. La diffusione di radiazione avviene lungo tutte le possibili direzioni spaziali, ma con differente livello di intensità.
I principali fattori che influenzano l'effetto Tyndall sono:
- la lunghezza d'onda del raggio di luce incidente, con l'intensità della luce diffusa che risulta inversamente proporzionale al quadrato della λ;
- la dimensione media delle particelle disperse, con l'intensità della luce diffusa che cresce al crescere della dimensione media;
- la differenza fra gli indici di rifrazione della fase dispersa e di quella disperdente, con aumento di intensità di luce diffusa all'aumentare di tale differenza;
- la stabilità temporale del sistema colloidale.

Per intervalli di concentrazioni minori a 10−4 M la concentrazione della fase dispersa risulta proporzionale all'intensità della luce diffusa, mentre concentrazioni maggiori sono legate ad un aumento del fenomeno di assorbimento delle particelle disperse con conseguente perdita di linearità e sensibilità.

La legge di Rayleigh lega l'intensità della luce diffusa al numero di particelle presenti in sospensione:
{\displaystyle I=K{\frac {NV^{2}}{d^{2}\lambda ^{4}}}I_{0}}
dove
- I = intensità della luce diffusa;
- K = costante di proporzionalità;
- N = numero di particelle per unità di volume;
- V = volume delle particelle;
- d = distanza del rivelatore dalla cella contenente l'analita;
- λ = lunghezza d'onda del raggio di luce incidente;
- I0 = intensità del raggio di luce incidente.

Lavorando con un determinato strumento e in condizioni sperimentali tali da mantenere costante il volume V delle particelle e l'intensità I0 del raggio incidente, il secondo membro dell'equazione precedente permette di raggruppare tutti i termini considerabili costanti, introducendo una nuova costante globale K:
{\displaystyle \operatorname {I} =KN}
Le misure nefelometriche, a fronte della loro elevata sensibilità, sono condizionate da diversi fattori. I principali sono i seguenti:
1. dimensione delle particelle;
2. stabilità del sol;
3. forza ionica;
4. pH del mezzo;
5. presenza di sostanze interferenti (polimeri, colloidi, coloranti, ecc.).

## Applicazioni
Il campo di applicazione della nefelometria spazia da determinazioni aspecifiche, come peraltro considerato al riguardo della turbidimetria, del parametro torbidità delle acque ovvero in biologia per lo studio di colture batteriche, a determinazione specifiche di tracce di ioni quali il cloruro e il solfato. Una determinazione ufficiale della SO3 contenuta nei cementi sfrutta una metodica nefelometrica. In ambito chimico clinico trova applicazione nella determinazione delle lipoproteine, delle immunoglobuline plasmatiche e di enzimi come amilasi e lipasi.